# سوفی لامون
سوفی لامون (انگلیسی: Sophie Lamon؛ زادهٔ ۸ فوریهٔ ۱۹۸۵) ورزشکار شمشیربازی اهل سوئیس است.
وی در مسابقات کشوری و بین‌المللی در مجموع برندهٔ ۱ مدال نقره شده‌است.